# Bánffy család (alsólendvai)

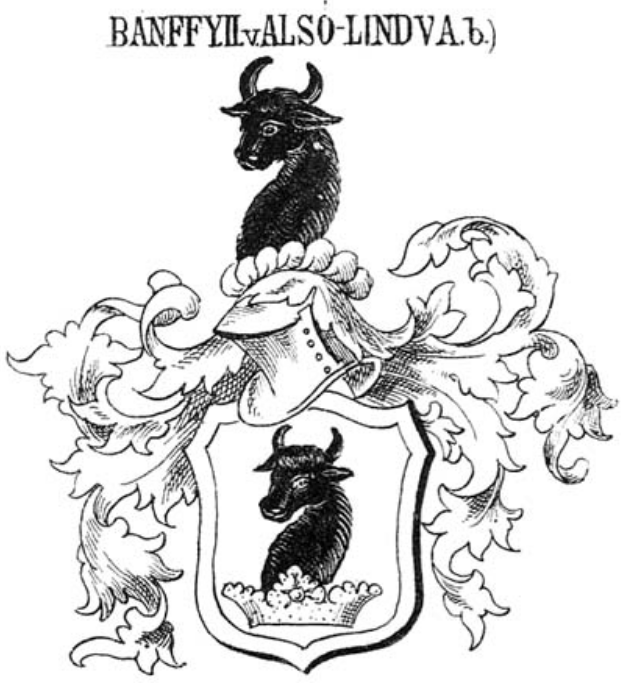
Az alsólendvai Bánffy család középkori címere

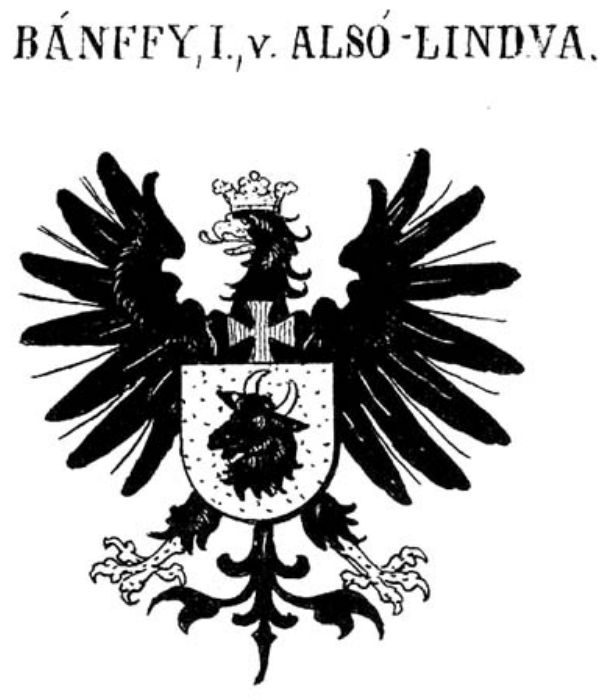
Az alsólendvai Bánffy család későbbi címere

A gróf illetve nemes alsólendvai Bánffy család egy már kihalt Zala vármegyei ősrégi és tekintélyes főnemesi család. A főnemesi családnak a sarja alsólendvai Bánffy Miklós, aki ajtónállómester 1491 és 1500 között, pozsonyi ispán, Hunyadi Mátyás király híve, alsólendvai Bánffy János, aki 1530 és 1533 a Magyar Királyság nádora, valamint alsólendvai Bánffy István, aki 1567 és 1568 között országbíró volt. A grófi címet 1622. június 22-én alsólendvai Bánffy Kristóf (1577–1644) tárnokmester szerezte meg II. Ferdinánd magyar királytól.

## A család története

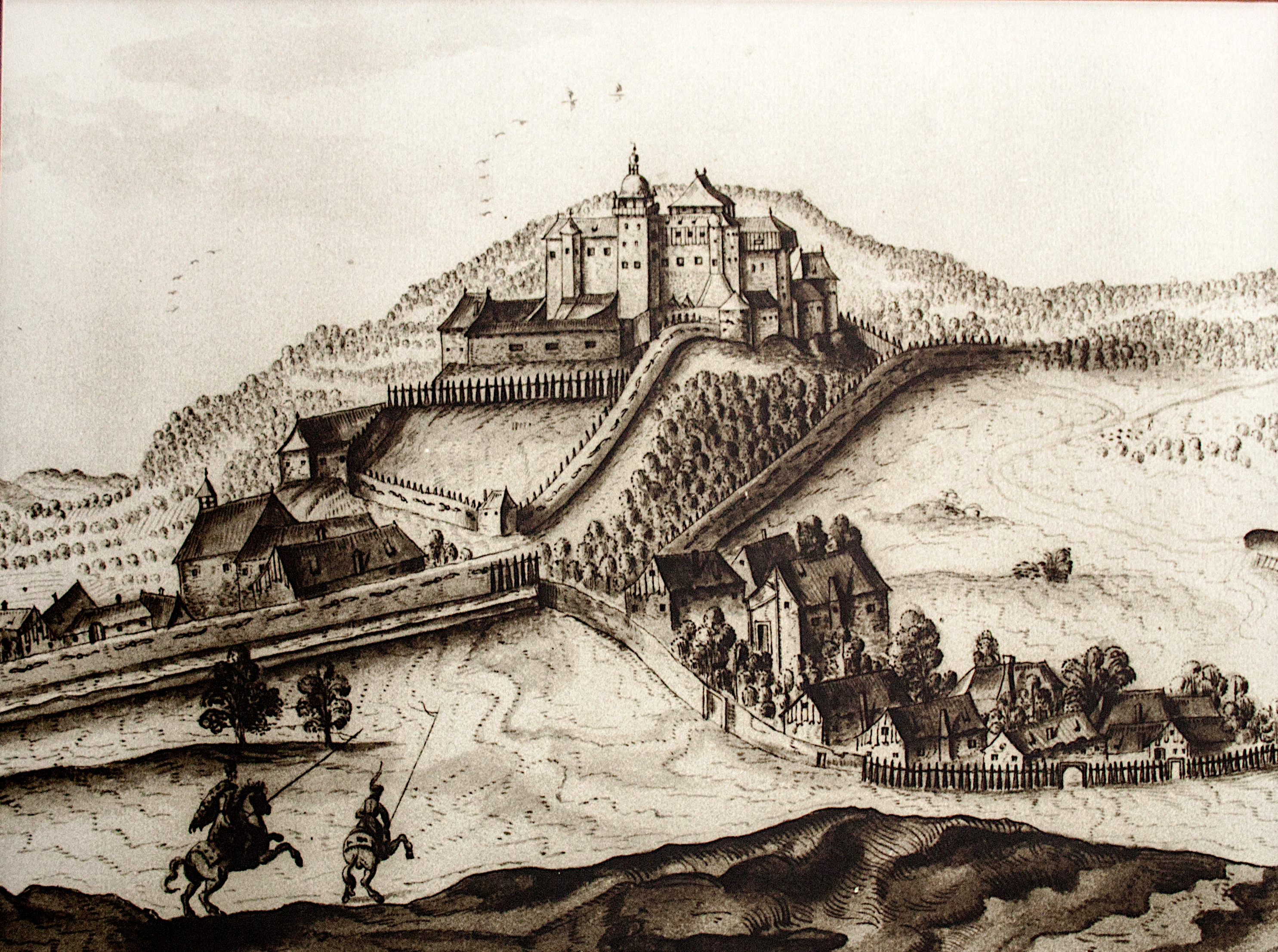
Alsólendva látképe 1660-1664-ben Montecuccoli tábornagy hagyatéka

Az ősrégi Hahót-Buzád nemzetségből származó alsólendvai Bánffy család első magyarországi tagja III. István magyar király korában (1161–1173) ennek meghívására jött az országba; az újabb kutatások szerint a család ősei a 743-ban a Lex Baiuvariorumban említett bajor ősnemes Huosi-nemzetségből származtak. Az orlamundi grófoktól származott Hadold vitéz, akit más néven Cziriáknak is neveznek. Hahót unokája, Hahót, fia, II. Hahót (fl. 1226-1239), Vas vármegye ispánja volt. Ennek a II. Hahótnak az unokája, III. Hahót fia, István (fl. 1272-1296), Varasd megye ispánja volt és Pécz nemzetségbeli Dénes nádor lányát vette feleségül. Hahót nembeli István IV. László magyar királytól adományban kapta Alsó-Lendva, Nempti romban hevert várat egyéb városokkal, falukkal és Cserneszegh pusztával Zala, Somogy és Kőrös megyében. Őt tartják Alsólendva vára fölépítőjenek. 1291-ben Bánffy Istvánt említik az okiratok mint királyi étekfogó kancellárt. Ugyanő birtokaira királyi megerősítést nyert. 1292-ben a Kőszeghyek ellen harcolt, 1296-tól Varasd vármegye ispánja. 1301 után a Kőszeghyek bosszúból elfoglalták tőle családja ősi várát, Alsólindvát (a mai Lendva, Szlovéniában), amit csak Bánffy III. István kap vissza 1323-ban I. Károly magyar királytól. István varasdi ispán gyermeke "lendvai Miklós" (fl. 1319-1359) volt, aki a családot felemelte az ismeretlenségből a 14. század elején. Hahót nembeli Lendvai Miklós 1343 és 1346 között, majd 1353 és 1356 között horvát-dalmát bán. Az alsólendvai Bánffy család alapítója, nagybirtokos, több vármegye főispánja, a Lendvai vár ura volt. Lendvai Miklós Károly Róbert uralkodása alatt állt a király hűségére, mely a család fényes karrierjének a kezdetét jelentette. 1343-ban zalai ispán és főlovászmester lett szlavón bán, utódai pedig ezt tisztségét (bán-fi) őrizték meg nevükben. A néhány évvel később már alsólendvai Bánffy néven ismert család még közel 300 évig volt egyik meghatározója Zala megye történetének. Lendvai Miklós bán 1324 és 1343 között Zala vármegye ispánja, aki részt vett az osztrák háborúban, és a királyné főlovászmestere is lett. Kinevezték Tótország bánjává, és ebben a titulusában érdemeket szerzett Horvátország visszafoglalásában. Zára és Velence ellen is harcolt, de árulással vádolták, így a király elvette tőle báni rangját, amit aztán később visszakapott. Neve szerepel az 1358-as zárai béke nevű okmányon is, amelyben Velence lemondott Dalmáciáról a Magyar Királyság javára. 1361 körül veszthette életét. Öt fia született, akik közül István 1366-ban zagoriai ispán (Varasd vármegye), majd 1383-tól szlavóniai bán. Neki két fia volt, de egyiküknek sem született további örököse, így István ága kihalt. Említenek még egy Jánost is, aki szintén zagoriai (azaz Varasd vármegyei) ispán volt, 1383 körül. Lendvai Miklós bánnak az egyik fia, alsólendvai Bánffy István (fl. 1335-1385), aki Varasd megyei ispánja volt 1366 és 1372 között, szlavonai bán 1381 és 1385 között. Bánffy Istvántól két fiú származott de az ő ága hamarosan kihalt.
A másik gyermeke Lendvai Miklós bánnak, Bánffy László (fl. 1356-1381), jómódú zalai földbirtokos, akinek a gyermeke alsólendvai Bánffy Zsigmond (fl. 1394-1410), aki feleségül vette a szintén zalai tehetős nemesi Salamonváry családból való Salamonvári Beatrix (fl. 1403-1421) kisasszonyt, akinek a szülei Salamonvári János mester (1330-1379), csanádi ispán, a királyi udvar katonája (aulae regiae miles), és a Türje nemzetségbeli Szentgróti Klára (fl. 1368-1391) voltak. Bánffy Zsigmond és Salomvári Beatrix frigyéből csak leánygyermekek születtek: alsólendvai Bánffy Sára (fl. 1407-1411), akinek a férje losonczi Bánffy László, alsólendvai Bánffy Katalin (fl. 1403-1453), akinek a férje Herbortyai Osl fia János (fl. 1401-1453), valamint alsólendvai Bánffy Dorottya, akinek a férje ghymesi és gácsi Forgách János (fl. 1411-1464) volt. A három lánnyal kihalt Bánffy Zsigmond fiúága. Bánffy Zsigmondnak és Salomváry Beatrix birtokállományának egy jelentős része a csébi Pogány család kezébe került, mivel herbortyai Osl fia Jánosné alsólendvai Bánffy Katalinnak a lánya herbotyai Osl Borbála (fl. 1455–1475), aki hitvese volt csébi Pogány Imre (fl. 1458–1475) zalai földbirtokosnak.
A Lendvai Miklós bánnak a fia, aki tovább vitte a családját alsólendvai Bánffy II. János (fl. 1366-1396), aki 1366 és 1372 között Varasd megye ispánja, 1381 és 1385 között Szlavónia bánja, majd 1386 és 1387 között macsói bán volt. Bánffy János feleségül vette felsőlindvai Széchy Miklós nádornak a lányát, akinek az anyja Debreceni Dózsa nádor unokája, Debreceni Margit volt. Bánffy János és Széchy Margit frigyéből két fiúgyermek ismert: Bánffy János (fl. 1377-1405) és Bánffy István (fl. 1377-1416); egyik sem töltött be fontosabb méltóságot. Az utóbbi, Bánffy István nemzette Bánffy Pál (fl. 1416-1471) ajtónálló mestert, valamint alsólendvai Bánffy István (fl. 1411-1448) nagybirtokost, hadvezért, akik külön két ágat alapítottak.

### Pál ága
István fia, Bánffy Pál (fl. 1416-1471), ajtónállómester, 1453-ban zalai ispán volt. Pál esküdt ellensége volt a Hunyadi-családnak, Miklós pedig lelkes híve Mátyás királynak. Bánffy Pál eleinte Zsigmond király ellenfele volt, majd a pártjára állt és a Sárkányos rend tagja lett. A törökökkel kötött szegedi békének fő értelmi szerzője és I. Ulászlót ő vette rá annak megkötésére és az azt megerősítő esküre. Hunyadi kormányzósága alatt hivatalt nem vállalt. I. Ulászlótól pénzverési engedélyt kapott Lendva és Bolondóc várára. A gyermek király, V. László magyar király uralma alatt hamarosan zalai főispán lett, majd, királyi trónálló. A Hunyadi árvak elvesztésére kieszelt tervben pedig csúnya szerepe volt, Hunyadi László elítélésében is részt vett, sőt ennek lefejezése után az elkobozott Hunyadi vagyonon Garaival, Újlakival együtt akar osztozkodni. Mátyást sem ismerte el királynak, hanem vele szemben Frigyes német császárt pártolta. 1459-ben Frigyes magyar királlyá választásánál is jelen volt és a kiállított oklevelet ő is aláírta.
Bánffy Pál ajtónállómester első felesége Stiborcz Margit (fl. 1437-1457), akinek az apai nagyapja Stiborici Stibor (1347–1414), erdélyi vajda, a Sárkány Lovagrend tagja volt. Bánffy Pálnak a második hitvese özvegy horogszeghi Szilágyi Mihály kormányzóné ecsedi Báthory Margit (fl. 1464-1498) asszony, akinek az apja ecsedi Báthory István országbíró volt. Első nejétől származott: Rozgonyi Jánosné Bánffy Dorottya, felsőlendvai Széchy Miklósné Bánffy Borbála, nádasdi Ongor Jánosné Bánffy Margit, Czudar Jakabné Bánffy Julianna, illetve Bánffy János (fl. 1450-1509), akinek az első neje homonai Drugeth Katalin, a második szomszédvári Henning Margit lett. Bánffy Pál második nejétől, Báthory Margittól származott Bánffy Erzsébet (fl. 1490-1493), akinek az első férje Rozgonyi László, a második Kanizsai György lett.
Bánffy János és Drugeth Katalin fiúgyermekei alsólendvai Bánffy Zsigmond, aki Mohácson hunyt el 1526-ban, valamint alsólendvai Bánffy Antal (fl. 1507-1528), földbirtokos, akinek a felesége szerdahelyi Dersffy Potenciana, Dersffy István és laki Thurzó Katalinnak a lánya. Bánffy Antal korai halála után Derffy Potenciana újra ment férjhez; Potenciánát feleségül vette báró kőszegi Jurisics Miklós (1490–1544), a „kőszegi hős". Bánffy János és Drugeth Katalin lánya Bánffy Dorottya, előbb Táczay Miklósné, majd Loboczki Mihályné. Bánffy János és Henning Margit egyetlen lánya alsólendvai Bánffy Katalin, akinek a férje Georg von Teuffenbach lett. Bánffy Antal halálával kihalt fiúágon Bánffy Pál ága.

### István ága

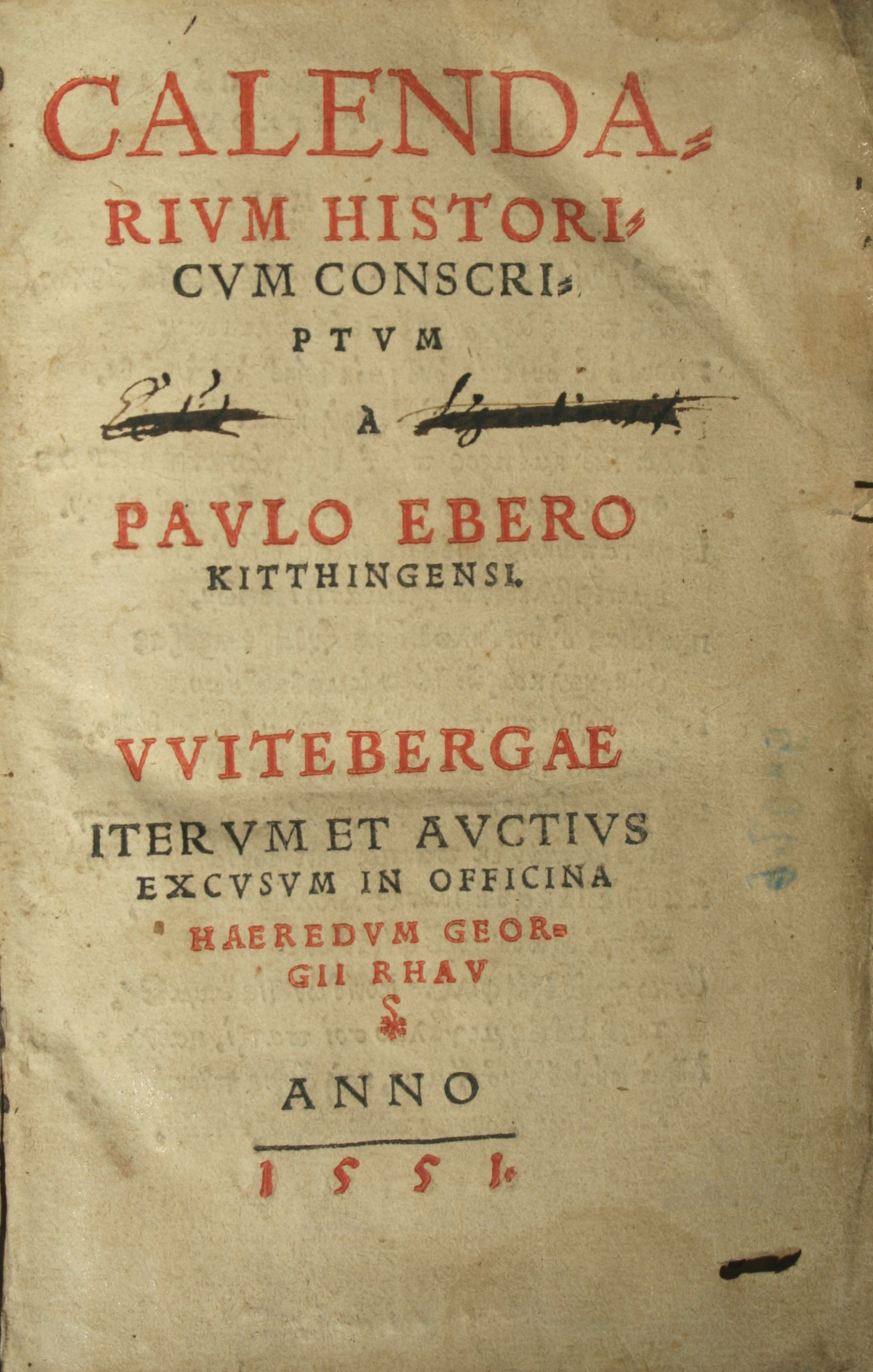
Az Alsólindvai Bánffy nemzetség naplója

Az alsólendvai Bánffy családot Bánffy Pál ajtónállómester fivére, István fia, alsólendvai Bánffy István (fl. 1411-1448) vitte tovább. Korán árván maradt fivérével Bánffy Pállal. Mostohaatyjuknak, Blagay Lászlónak felügyelete alatt nevelkedtek. 1433-ban luxemburgi Zsigmond királyt elkísérte Rómába császári, koronázásra. Hosszú időt töltött a szentvárosban. Ez alkalommal nemcsak magának szerzett különféle kiváltságokat a Szentszéktől, hanem kegyúri templomai részére is, így a szemenyei Boldogságos Szűz, a tornyiszentmiklósi és a bánokszentgyörgyi plébániatemplomok részére búcsúkat. István többnyire katonáskodott, több hadjáratban részt vett, 1439-ben is ott, volt Albert király titeli táborában, ahol ki is tüntette magát. Hunyadi Jánoshoz még éppen meleg barátság fűzte. Nem is maradt el egyetlen hadjáratból sem; életét is ott végezte a csata téren; 1448. október 17-én hunyt el a rigomezei csatában. Bánffy István kétszer nősült: az első nejétől, származott a fia Bánffy Jakab (fl. 1453-1500), a második nejétől, az Aba nemzetségbeli Kompolti Erzsébettől (fl. 1452-1458) származott lánya Kanizsai Imréné alsólendvai Bánffy Dorottya, illetve alsólendvai Bánffy Miklós (fl. 1453-1501), ajtónállómester, Pozsony megye főispánja.
Bánffy Miklós (meghalt 1501-ben) viszont Mátyás király leghűségesebb alattvalói közé tartozott. A király moldvai hadjáratán megmentette az uralkodó életét is. Antonio Bonfini szerint Mátyás a testvéreként szerette. 1471-ben megkapta az aradi főispáni tisztséget is Solymos várával együtt. Bánffy Miklós felesége, a Piast-házból való szépségéről híres Sagani Margit hercegnő volt, akinek révén Európa több uralkodócsaládjával került rokonságba. Bánffy Miklósné Sagani Margit hercegnő szülei pedig II. János sagani herceg (1435–1504) és herceg Katalin von Troppau voltak. Az apai nagyszülei I. János sagani herceg (1385–1439) és herceg Scholastika von Szász-Wittenberg voltak. Az anyai nagyszülei Vilmos von Troppau opavai herceg (1410–1452), és Czastolowitz Szalomé voltak. Bonfini szerint azonban később Mátyás király is szemet vetett a legendásan szép asszonyra, férje azonban megszöktette őt a király elől, ezért Mátyás elvette tőle címeit és két évre börtönbe záratta. 1474-ben Bánffy Miklós vezette azt a küldöttséget, amely Nápolyba utazott Beatrix leendő királynéért. Ferdinánd nápolyi király leányát Beatrixot, Hunyadi Mátyás király aráját, leendő napája özvegy Hunyadi Jánosné 20 előkelő hölggyel várta Pettauban, hová az Nápolyból Bánffy Miklós fedező kísérete alatt megérkezett. Pettauból a még akkor fennállt római út Mura-Szent-Mártonon át egyenesen vezetett Alsó-Lendvára és Bánffy Miklósnak intézkedése folytán alsó-lendvai várában 1476 november 25-én megérkezvén, a királyi arát és a királyi édes anyját Bánffy Miklós neje a szépségéről híres sagani Margit hercegné fogadta. Bánffy Miklós részt vett a Moldvai Királyság elleni hadjáratban, és megmentette Hunyadi Mátyás életét, aki hálából a Bánffy családot 1477-ben az örökös grófok sorába emelte. Bánffy Miklós és herceg Sagan Margit gyermekei: németújvári Batthyány Ferencné alsólendvai Bánffy Katalin, bajnai Both Jánosné alsólendvai Bánffy Margit, asszonyfalvi Ostffy Ferenc soproni főispánné alsólendvai Bánffy Petronella, és alsólendvai Bánffy János a magyar királyság nádora. A zalai főurak közül elsőként Bánffy Miklós pártolt át II. Ulászlóhoz, aki őt az ajtónállómesterséggel jutalmazta meg 1491-ben. Őt követték az addig semleges Egervári László horvát-szlavón-dalmát bán, Bajnai Both András, a Kanizsaiak, Bánffy Jakab és kevendi Székely Jakab.
Bánffy Miklós és herceg sagani Margit fia Bánffy János (a későbbi nádor) szintén gyűjtött sereget a törökök ellen, mielőtt azonban megindult, az alsólendvai várkápolnában fogadást tett, miképp, ha a csatából szerencsésen kimenekül és életben marad, keresztneve után keresztelő szent János tiszteletére, Alsólendván egyházat és zárdát építtet. Feleségül vette ormosdi és kevendi Székely Margit kisasszonyt, akinek a szülei Székely Jakab, Gereben vára várnagya, majd a stájerországi és karintiai várak parancsnoka, és felsőlendvai Széchy Margit voltak. Bánffy János 1526 augusztus 26-án vasárnap és így három nappal a nagy csata előtt jelent meg Mohácson, itt az augusztus hó 29-ki ütközetben lova megsebesítve rogyott össze alatta, ő maga pedig a földre zuhant és szerencséje, hogy csatlósa Bakács Sándor folytonosan nyomában volt; ez, midőn látta, hogy Bánffy a földre zuhant, hozzá ugratott, lováról leszállt és erre Bánffyt segítette fel, a ki aztán megmenekült és a hálás Bánffy megmentőjét nemcsak kiváltotta a török fogságból, hanem annak a baltavári (vasmegyei) uradalmat is ajándékozta és megszabadulásának emlékére Alsólendván, ennek Hószúfalu felé eső részében az országúton alul Keresztelő Szent János tiszteletére egyházat és a pálos barátok részére zárdát is építtetett. Midőn Szapolyai János királynak a hadi szerencse teljesen hátat fordítván, Lengyelországba menekült, Bánffy János uradalmai és Alsólendva is a német Ferdinándhoz szító magyarok által úgy az ellenség által is nagyon pusztíttattak, és tekintve azt a királyi kijelentést, hogy ha Bánffy János 1527 évi november 25-ig Ferdinánd királynak meg nem hódol, felségsértőnek és száműzöttnek fog tekintetni, az alsó-lendvai várban neje kevendi Székely Margit földre borulva könnyes szemmel kérte őt, hogy azon nagy uradalmakból, melyeket ősei szerzének, ne juttassa önmagát és gyermekét jobbágyi állapotra, mire Bánffy így válaszolt: „Legkedvesebb feleségem, tudod-e, hogy a jó férfiúnak csak egyetlen hite van? mit, ha egyszer megszegett, többé nem tartathatik voltaképpen embernek, hanem csak emberi álarcának: amíg tehát királyomat Jánost, kinek hűséget esküdtem, életben tudandóm, más urat megismerni és olyannak pártjához csatlakozni nem akarok, még akkor sem, ha minden javaimat vesztve, János király lovászának kellene lennem". 1529-ik évben a magyar szent korona Bánffy János kezébe került az által, hogy Perenyi Péter koronaőr családostul, a szent koronával együtt elfogatott, és azt Bánffy kaproncai várában őriztette. Bánffy Jánost 1530-ban Szapolyai János nádorrá emelte. Bánffy János 1534. évben meghalt, egyetlen fiú örököst Istvánt hagyván hátra, aki 1522. évben született és így édes atyja halálakor csak 12 éves volt. Ez szintén híve lett a reform, vallásnak, és a csodák eshetőségében is hívő és túlbuzgó katolikus által a keresztelő szent János tiszteletére építtetett egyházat profanálta az által, hogy annak tornyára a kereszt helyébe kakast állíttatott, és jeles prédikátort és mestert szerzett és ezáltal az alsólendvai eklézsiát a legnevezetesebbek közé emelte.
A Bánffy család tagjai a 15. és 16. században is az ország legfontosabb főméltóságai között szerepeltek. Királyi ajtónállók, asztalnokok, pohárnokok, tárnokmesterek, lovászmesterek, országbírók voltak. Bánffy János nádor lett a reformáció első követője a családban. Bánffy János nádor és Székely Margit fia, alsólendvai Bánffy István (1522–1568) 1567 és 1568 között országbíró és egyben királyi étekfogó mester is, szintén követte a reformációt. Bánffy István országbíró, feleségül vette guthi Országh Magdolna kisasszonyt, akinek a szülei guthi Ország Imre, fő-ajtónállómester és homonnai Drugeth Ágnes voltak. Bánffy István országbíró és Országh Magdolna frigyéből született: alsólendvai Bánffy Miklós (fl. 1547-1593), fő-pohárnokmester, aki zalai főispán volt, alsólendvai Bánffy Gáspár, Maróthy Mihályné alsólendvai Bánffy Magdolna, valamint báró Révay Jánosné alsólendvai Bánffy Anna. Bánffy Gáspár neje gersei Pethő Katalin, akitől 8 gyermeke született, köztük: rimaszécsi Széchy Miklósné Bánffy Mária, Konszky Gáspárné Bánffy Magdolna, Pinnyei Istvánné Bánffy Zsuzsanna, Vlagovits Boldizsárné Bánffy Orsolya, Bánffy Katalin előbb szinyei Merse Zsigmondné, majd geresgáli Batthyány Ferencné, valamint bedeghi Nyáry Miklósné Bánffy Judit. Gáspár leányaival kihalt az ő ága.
A alsólendvai Bánffy István országbíró által megkezdett majd utódai által folytatott családi napló fontos kordokumentum. Alsólendvai Bánffy Miklós (1547–1593) 9 éves korától Grazban, majd Bécsben tanult. Felvilágosult. kultúrakedvelő ember, nagylelkű mecénás volt. 1577-ben Zala vármegye főispánja lett. Felesége Zrínyi Orsolya (1552–1593), akinek a szülei a szigetvári kapitány Zrínyi Miklós és Frangepán Katalin voltak. Alsólendvai udvarukban a Nyugat-Dunántúl egyik fontos szellemi központja alakult ki. A reformáció lelkes híveként Bánffy Miklós Alsólendvára hívta a híres Raphael Hoffhalter nyomdász fiát, Hoffhalter Rudolfot. A nyomdász tevékenységének köszönhetően Alsólendván három magyar nyelvű könyv jelent meg, mindegyik szerzője Kultsár György alsólendvai tanító és prédikátor volt. Az 1573-ban és 1574-ben megjelent könyvek Zala vármegye illetve a mai Szlovénia területén is az első nyomtatott könyveknek számítanak. Bánffy Miklós pohárnokmester és Zrinyi Orsolya egyik gyermeke alsólendvai gróf Bánffy Kristóf (1577–1644), aki 1622 és 1625 között királyi pohárnokmester, majd 1625 és 1644 között tárnokmester volt. 1622. június 22-én II. Ferdinánd magyar királytól alsólendvai Bánffy Kristóf, Bánffy István, Bánffy János, magyar grófi címet szerzett adományban. Bánffy Kristóf gróf első felesége kaposmérei Mérey Anna, majd a második hitvese trakostyáni Draskovich Ilona lett.
Nagykanizsa 1600-as eleste után Bánffy Kristóf, Bánffy Miklós zalai főispán és Zrínyi Orsolya fia folytatta a török elleni harcot a vidéken. Sokáig úgy tartották, hogy gróf Bánffy Kristóffal halt ki a család, de újabb kutatások szerint fia, gróf Bánffy István, aki 1644. június 11. és 1645 között Zala vármegye főispánja volt, egy esztendővel túlélte apját és 1645-ben hunyt el Regedén, a mai Bad Radkersburgban. Az alsólendvai Bánffy család birtokait nőági örökösödés révén a sárvári Nádasdy család kapta meg. Násdasdy Ferenc gróf országbíró 1648-ban kapta meg az alsólendvai uradalmat, azonban 1671-ik kivégzése után a királyi kincstárba szállt vissza a hatalmas földbirtok. A gróf Bánffy családnak a javainak kormányzója béri Balogh Ferenc, az egykori kapornaki kapitány volt. Bánffy Kristóf neje Draskovits Ilona különösen kedvelte, bizalmas viszonyáról tanúskodik ama körülmény, hogy végrendeleténél tanúként is szerepel. Szolgálata elismeréseképpen gróf Bánffy Kristófné Draskovits Ilona elzálogosítja béri Balogh Ferencnek 1000 gráci tallérért a pórszombati uradalmat, a hozzátartozó birtokrészekkel együtt, amely nagyatyjuktól Istvánffy Miklóstól jutott a Draskovits családra. Ilona halála után ennek fivére, Draskovits János nádor vissza akarta venni tőle a birtokokat, de Balogh Ferenc kimutatván a jogos birtoklást, kiegyeztek és ilyen módon a pórszombati birtok a béri Balogh család kezében maradt.

## Az alsólendvai Bánffy család címere
Az alsólendvai Bánffy család címere pecsétekben maradt fenn, amely a Buzád-Hahót nemzetség jelképét, a bikát vagy bölényt ábrázolja a pajzsban. Sisakdísz: a pajzsalakja.
Alsólendvai Bánffy Miklós (1547–1593), zalai főispánnak és fiának, alsólendvai gróf Bánffy Kristóf (1577–1644), tárnokmesternek a címerében egy aranykoronás fekete sas is látható pajzstartóként, amelynek egy kereszt és egy félhold is látható. Minden valószínűleggel tudatosan kölcsönözték a pajzstartó sast a Piast-házbeli Bánffy Miklósné herceg Sagan Margit ősanyjuk címerétől. Ezt az utóbbi címert, amelyben arany mezőben vörös bikafej látható az uralkodó 1622. június 22-én megerősitette Bánffy Kristófnak.

## Jelentősebb családtagok
- Hahót nembeli Lendvai Miklós 1343 és 1346 között, majd 1353 és 1356 között horvát-dalmát bán, nagybirtokos.
- Bánffy István, alsólendvai, 1366-ban Varasd vármegyei ispán, majd 1383-tól szlavóniai bán, nagybirtokos.
- Bánffy János, alsólendvai, (fl. 1366–1396), szlavón bán, Varasd vármegyei ispán, 1383 körül, nagybirtokos.
- Bánffy István, alsólendvai, (fl. 1411-1448) nagybirtokos, hadvezér.
- Bánffy Pál, alsólendvai, (fl. 1416-1471), ajtónállómester, nagybirtokos.
- Bánffy Miklós, alsólendvai, (fl. 1453 †1501), II. Ulászló magyar király ajtónállómestere, udvarmestere, I. Mátyás magyar király egykori híve, főpohárnok mestere, Pozsony vármegye ispánja, nagybirtokos.
- Bánffy János, alsólendvai, aki 1530 és 1533 a Magyar Királyság nádora, nagybirtokos.
- Bánffy István, alsólendvai (1522–1568), aki 1567 és 1568 között országbíró, Zala vármegye főispánja, nagybirtokos.
- Bánffy Miklós, alsólendvai (fl. 1547-1593), nagylelkű mecénás, 1569 és 1579 között Zala vármegye főispánja, nagybirtokos, a reformáció buzgó támogatója.
- Bánffy Kristóf, alsólendvai, gróf, (1577–1644), tárnokmester, Zala vármegye főispánja, hadvezér, nagybirtokos.
- Bánffy István, alsólendvai, gróf, 1644. június 11. és 1645 között Zala vármegye főispánja, földbirtokos.